# Erich Kästner

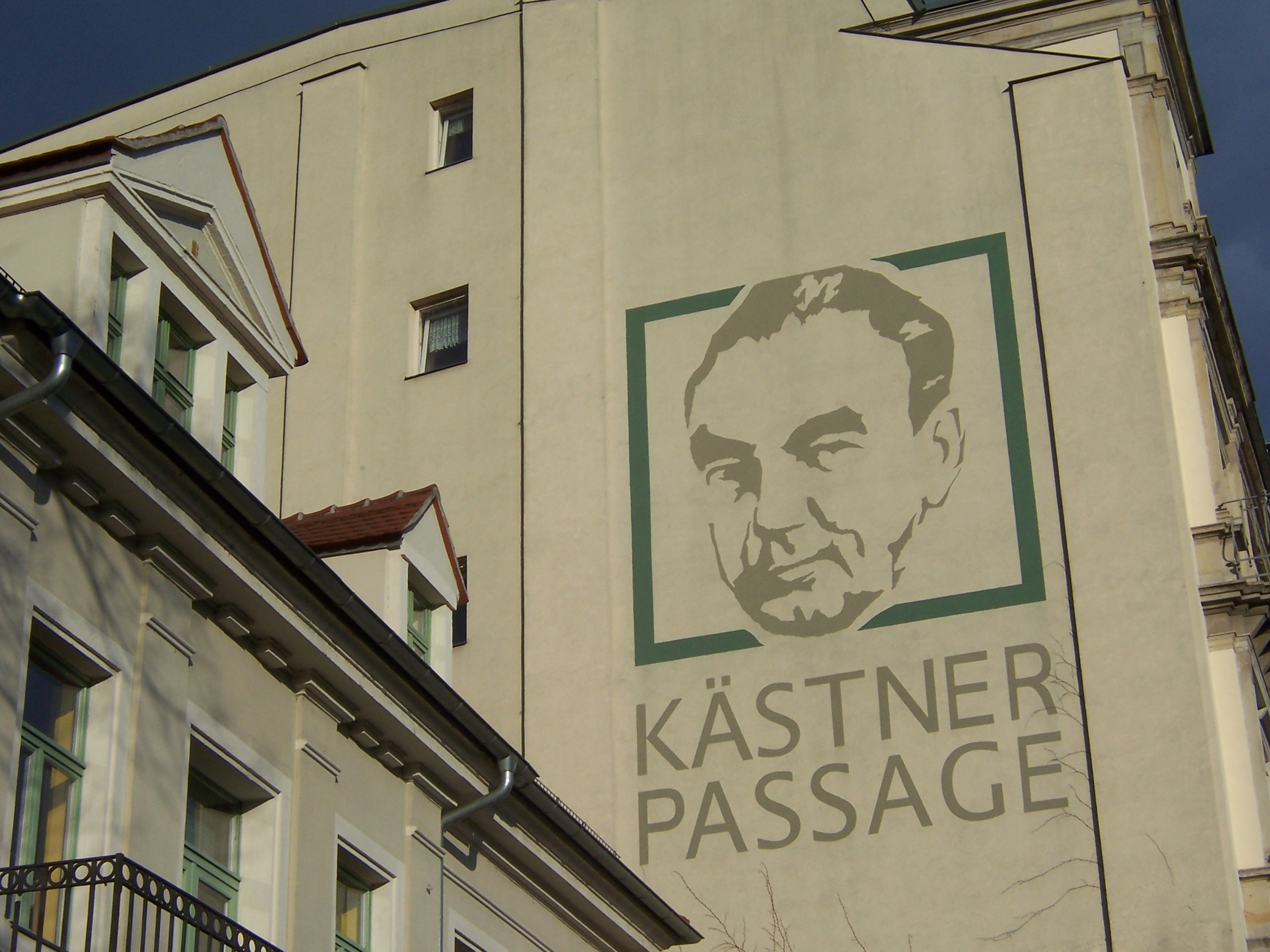
Erich Kästner arcképe Drezda-Újváros (Dresdner Neustadt) városnegyedben, az ún. Kästner-Passage egyik házának falán

Erich Kästner (Drezda, 1899. február 23. – München, 1974. július 29.) német költő, író, forgatókönyvíró. Írói álneve: Berthold Bürger.
Az 1920-as években kibontakozó polgári humanizmus költője és írója, annak az új stílusiránynak a követője, amely felváltva az expresszionizmus világmegváltó extravaganciáját, az új tárgyilagosság (=Neue Sachlichkeit) képviselője. Hol rezignáltan, hol harcosan, de alapvetően mindig optimista moralistaként küzd az emberiség megjavításáért. Kissé talán méltatlanul is, de a világ elsősorban értékes, humoros gyermek- és ifjúsági regényeit ismeri, jelenleg a magyar irodalmi közvélekedésben is mint ifjúsági író szerepel.

## Élete és munkássága
Apja nyeregkészítő mester, anyja cselédlány, később fodrász volt. Kästner mindvégig szoros kapcsolatot tartott fenn az anyjával, berlini és lipcsei korszakában naponta írt neki levelet vagy levelezőlapot. A műveiben is ismételten megjelenik az emberfeletti anya alakja.
Drezdában született és tanult. Iskolaéveiből sok részlet visszaköszön A repülő osztály című könyvében. 1917-ben behívták katonának, és a nehéztüzérségnél szolgált. A kiképzés brutalitása maradandó hatást gyakorolt rá és antimilitaristává vált; szívgyengeségét is a katonaságnál elszenvedett durva bánásmódnak tulajdonította. Az első világháború végeztével kitüntetéssel érettségizett, és elnyerte Drezda város arany ösztöndíját.
1919 őszétől Kästner Lipcsében tanult történelmet, filozófiát, germanisztikát és színháztudományokat. Tanulmányait újságírói és színikritikusi bevételeiből finanszírozta. A baloldali Neue Leipziger Zeitung szerkesztője volt.  1927-ben egy erotikus verse miatt elbocsátották a szerkesztőségből. Még ugyanebben az évben Berlinbe költözött, ahol Berthold Bürger álnéven kulturális cikkeket írt a Neue Leipziger Zeitungnak.
Kästner berlini korszaka (1927-től a Weimari köztársaság 1933-ban bekövetkezett végéig) volt a legtermékenyebb. Rövid idő alatt Berlin egyik legfontosabb szellemi alakjává vált. Versei, glosszái, riportjai és recenziói különböző berlini sajtóorgánumokban jelentek meg. Külső munkatársként rendszeresen írt a Berliner Tageblatt és a Vossische Zeitung napilapnak, illetve a Die Weltbühne folyóiratnak. Az 1998-ban megjelent összes műveinek utószava szerint dokumentálhatóan 350 cikke jelent meg 1923 és 1933 között; a tényleges szám ennél nagyobb is lehet. Pontos adatot már csak azért sem lehet tudni, mivel Kästner lakása 1944 februárjában teljesen leégett.
Első verseskötete 1928-ban jelent meg, ezt 1933-ig további három követte.
1928 őszén jelent meg az Emil és a detektívek, Kästner első és máig egyik legismertebb gyermekkönyve. A könyv csak Németországban több mint kétmillió példányban kelt el, és 59 nyelvre fordították le. Az akkori korszak steril gyermekirodalmához képest szokatlan volt, hogy a regény egy korabeli nagyvárosban, Berlinben játszódik. Az 1933-ban kiadott A repülő osztály cselekménye szintén korabeli témát dolgozott fel. A könyvek sikeréhez nagymértékben hozzájárultak Walter Trier illusztrációi.
Gerhard Lamprecht 1931-ben filmre vitte az Emil és a detektíveket, amely nagyon sikeres lett, de Kästner elégedetlen volt a forgatókönyvvel. Ennek következtében a későbbiekben forgatókönyveket is írt a Babelsberg filmstúdió számára.
A rendszert kritizáló kollégáival ellentétben Kästner nem emigrált a náci hatalomátvétel után. Ugyan 1933-ban kétszer is külföldre utazott, és emigráns barátaival találkozott, de mindkét alkalommal visszatért Berlinbe. Ezt a lépését azzal indokolta, hogy az események helyszíni krónikása akar lenni, de valószínűleg ugyanolyan fontos volt döntésében az is, hogy édesanyját ne hagyja egyedül.
Kästnert többször elvitte a Gestapo, és kizárták az írószövetségből. Az 1933-as könyvégetés során (ezen ő maga is jelen volt) az ő művei is „a német szellemmel ellentétesnek” minősítve máglyára kerültek. „Írásaiban tanúsított kultúrbolsevista magatartása” miatt nem vették fel a Birodalmi Írói Kamarába, ezzel Németországban gyakorlatilag publikálási tilalom alá került. Svájcban azonban kiadhatta szórakoztató regényeit, például a Három ember a hóban címűt (1934). 1942-ben külön engedéllyel ő írta Berthold Bürger álnév alatt a Münchhausen című film forgatókönyvét, amely az UFA jubileumára készült. 1944-ben Berlin-Charlottenburg bombázása során a lakása tönkrement. 1945 elején egy filmes csapattal Tirolba utazott, és ott érte meg a háború végét.
A második világháború után Münchenbe költözött, ahol 1948-ig a Neue Zeitung rovatvezetője volt, és kiadta a Pinguin gyermek- és ifjúsági újságot. Ebben az időben fordult az irodalmi kabaré felé.
Kästner nagyon sikeres volt gyermekeknek írt könyveivel, amelyek sok kiadást értek meg, több nyelvre lefordították és megfilmesítették azokat. 1951-ben A két Lotti forgatókönyvével elnyerte a legjobb forgatókönyv díját (a filmben maga is szerepelt narrátorként). A repülő osztály 1954-es filmváltozatában meg is jelent, önmagát, a történet íróját alakítva. 1956-ban München város irodalmi díját és 1957-ben a Büchner-díjat kapta meg, majd 1960-ban a Hans Christian Andersen-díj és 1968-ban a Lessing-gyűrű következett.

## Értékelése
A világon a legtöbb helyen mint gyermek- és ifjúsági írót ismerik, teljes joggal, hiszen sokat nyújtott a városi gyermekek kalandos életének megjelenítésével, s ugyanekkor a polgári humanista értékek közvetítésével. Az értékes gyermek- és ifjúsági irodalom jelentőségét és szükségességét teljes elismerés illeti, ha úgy tetszik, ezt a piac is kifejezi, tehát veszik a könyveit, nézik a könyveiből készített filmeket. Ugyanekkor háttérbe szorul Kästner mint az 1920-as években kibontakozó polgári humanizmus költője és írója, annak az új stílusiránynak a követője, amely felváltva az expresszionizmus világmegváltó extravaganciáját, az új tárgyilagosság (= Neue Sachlichkeit) képviselője. Ironikusan színezett, száraz hangvételével a Szív a tükörben c. verseskötete az expresszionista líra paroxizmusa után az „új tárgyilagosság” egyik úttörő műve, éppen úgy, mint első jelentősebb regénye, a Fábián: egy moralista regénye.
Későbbi versesköteteiben is mindig célba talál humorával, csattanós szellemességével, a városi civilizáció aktualitásainak megjelenítésével, a köznapi beszédet perszifláló fogalmazásával, ebben a vonatkozásban mintha Heinrich Heine örökségét mentené át a XX. századba. Kästner is, mint a maga korában Heine, hadakozik az ostobaság, a maradiság, a szemellenzős filisztererkölcs és a hamis patriotizmus ellen. Könyveim átnézésekor c. válogatott kötetének előszavában a szatirikus írókról írt sorai önvallomással érnek fel:
„Szivük legrejtettebb zugában félénken és a világ minden garázdálkodása ellenére virágzik a balga és oktalan remény, hogy talán az emberek mégis egy kicsit, egy egészen kicsit jobbá tudnának lenni, ha elég gyakran megszidják, kérik, megsértik és kinevetik őket.”
Kästner, „a német felvilágosodás dédunokája”, ebből a „balga”, de mindvégig racionalista gyökerű optimizmusból kiindulva írja verseit és prózai műveit, s válik a német olvasóközönség egyik legkedveltebb írójává. Ebben szerepe van Kästner írói hitvallása sarkalatos pontjainak is, mely szerint „az érzés őszintesége, a gondolkodás világossága, az egyszerűség szóban és mondatban” lényegében magában foglalja az „új tárgyilagosság” célkitűzéseit.

## Művei
- Herz auf Taille, 1928
- Emil und die Detektive, 1928; Magyarul először: Gyurka és a detektívek (magyar környezetre átdolgozta Halácsy Endre,[2] 1932); Emil és a detektívek (ford. Déry Tibor, 1957), ifjúsági regény
- Lärm im Spiegel, 1929
- Leben in dieser Zeit, 1929;
- Ein Mann gibt Auskunft, 1930
- Das letzte Kapitel, 1930
- Ballade vom Nachahmungstrieb, 1930
- Arthur mit dem langen Arm, 1931
- Pünktchen und Anton, 1931; Pici és Anti (ford. Benedek Marcell, 1932); Pötyi és Anti (ford. Szabó Mária), 1998
- Fabian. Die Geschichte eines Moralisten, 1931; Fabian. Egy moralista regénye (ford. Braun Soma, 1932); Fabian. Egy moralista regénye (ford. Lendvay Katalin), 2000; regény
- Das verhexte Telefon, 1932
- Der 35. Mai oder Konrad reitet an die Südsee, 1932; Május 35 avagy Konrád a Csendes-óceánhoz lovagol (ford. Fenyő László, 1934), új kiadás: 1959; ifjúsági regény
- Gesang zwischen den Stühlen, 1932
- Das fliegende Klassenzimmer, 1933; A repülő osztály [Ford. Havas József, 1934); A repülő osztály (ford. B. Radó Lili), 1960; ifjúsági regény
- Drei Männer im Schnee, 1934; Három ember a hóban (Ford. Horváth Zoltán, 1935); Három ember a hóban (Horváth Zoltán fordítását átdolgozta: Sárközy Elga), 1984; regény
- Emil und die drei Zwillinge, 1934; Emil meg a három ikergyerek (ford. Varsányi Géza, 1937); Emil és a három iker (ford. Borbás Mária), 1979; ifjúsági regény
- Die verschwundene Miniatur, 1935; Az eltűnt miniatűr (ford. Rejtő Jenő, 1936); Az eltűnt miniatűr (ford. Sárközy Elga), 1976; regény
- Der Zauberlehrling, ein Romanfragment, 1936
- Doktor Erich Kästners Lyrische Hausapotheke, 1936; Lírai házipatika (ford. Fenyő László, Vas István), 1937; verseskötet
- Georg und die Zwischenfälle. Der kleine Grenzverkehr, 1938; A salzburgi szobalány avagy Kishatárforgalom (ford. Lendvay Katalin), 1990; regény
- Bei Durchsicht meiner Bücher, 1946; válogatott írások
- Der tägliche Kram, 1948 verseskötet
- Das doppelte Lottchen, 1949; A két Lotti (ford. Tóth Eszter, Török Sándor), 1958; ifjúsági regény
- Die Konferenz der Tiere, 1949; Az állatok konferenciája (ford. Timár György), 1990; ifjúsági regény
- Die dreizehn Monate, 1955; (A tizenhárom hónap) versek
- Die Schule der Diktatoren, 1956; A diktátorok iskolája (ford. Fürst Anna), 2008; színjáték
- Als ich ein kleiner Junge war, 1957; Mikor én kisfiú voltam (ford. Békés István), 1959; ’’Amikor én kissrác voltam’’ (ford. Jeney Margit), 2005; önéletrajzi regény
- Über das Nichtlesen von Büchern, 1958
- Notabene 45, 1961; Notabene 45 (ford. Nemeskürty Harriett), 1998; 1945-ös naplójegyzetek
- Das Schwein beim Friseur, 1962
- Der kleine Mann, 1963; Az Emberke (ford. Bor Ambrus), 1966; ifjúsági regény
- Der kleine Mann und die kleine Miss, 1967; Emberke meg a kislány (ford. Bor Ambrus), 1969; ifjúsági regény
- Gesammelte Schriften für Erwachsene, 1969; (Felnőtteknek szóló összegyűjtött írásai)
- Friedrich der Grosse und die deutsche Literatur, 1972; Nagy Frigyes és a német irodalom, Kästner 1925-ben írt doktori dolgozata

## Magyar fordítások

### 1944–ig
- Pici és Anti. Elbeszélés gyerekek számára; ford. Benedek Marcell, ill. Walter Trier; Dante, Bp., 1932
- Gyurka és a detektívek; átdolg. Halácsy Endre, ill. Walter Trier; Révai, Bp., 1932
- Fabian. Egy moralista regénye; ford. Braun Soma; Nova, Bp., 1932
- Május 35 avagy Konrád a Csendes-óceánhoz lovagol; ford. Fenyő László, ill. Walter Trier; Franklin, Bp., 1934
- A repülő osztály. Elbeszélés gyerekek számára; ford. Havas József, ill. Walter Trier; Dante, Bp., 1934
- Három ember a hóban; ford. Horváth Zoltán; Nova, Bp., 1935
- Az eltűnt miniatür; ford. Rejtő Jenő; Nova, Bp., 1936
- Lírai házipatika; ford. Fenyő László, Vas István; Renaissance, Bp., 1937 (Renaissance könyvek)
- Emil meg a három ikergyerek; ford. Varsányi Géza, Walter Trier; Athenaeum, Bp., 1937
- A ma versei; ford. E. Kramer Rózsi; Gergely, Bp., 1940

### 1945–1989
- Az eltűnt miniatür; ford. Rejtő Jenő, utószó Thurzó Gábor; Magvető, Bp., 1957 (Vidám könyvek)
- Emil és a detektívek. Regény; ford. Déry Tibor, ill. Walter Trier; Móra, Bp., 1957
- A két Lotti; ford. Tóth Eszter, Török Sándor, ill. Walter Trier; Móra, Bp., 1958
- Szív a tükörben. Válogatott versek; ford., utószó Békés István, ill. Túry Mária; Magyar Helikon, Bp., 1959
- Mikor én kisfiú voltam. Életrajzi regény; ford. Békés István, ill. Horst Lemke; Gondolat, Bp., 1959
- A repülő osztály; ford. B. Radó Lili, ill. Walter Trier; Móra, Bp., 1960
- Lendvai György: Epejosz, az ács / Erich Kästner: Az acharnaiak; ford. Békés István, rendezői utószó Ardó Mária, díszletterv Kascsák Margit; Gondolat, Bp., 1963 (Játékszín)
- Az emberke; ford. Bor Ambrus, ill. Horst Lemke; Móra, Bp., 1966
- Emberke meg a kislány; ford. Bor Ambrus, ill. Horst Lemke; Móra, Bp., 1969
- Az eltűnt miniatűr avagy Egy érző lelkű hentesmester kalandjai; ford. Sárközy Elga, ill. Papp Oszkár; Európa, Bp., 1976
- Emil és a három iker; ford. Borbás Mária, ill. Orosz István; Móra, Bp., 1979
- Három ember a hóban; ford. Horváth Zoltán, átdolg. Sárközy Elga, ill. Kaján Tibor; Európa, Bp., 1984 (Vidám könyvek)
- Mama nincs otthon; ill. Mészáros Márta; Móra, Bp., 1988 (Csiperke könyvek)

### 1990–
- A salzburgi szobalány avagy Kishatárforgalom; ford. Lendvay Katalin, ill. Horst Lemke; ÁKV-Budapest, Bp., 1990
- Az állatok konferenciája; ford. Timár György, ill. Walter Trier; Móra, Bp., 1990
- Erich Kästner mesél / Till Eulenspiegel / Münchhausen / Don Quijote / A schildai polgárok / Gulliver utazásai; ford. Rónaszegi Éva, ill. Walter Trier, Horst Lemke; Móra, Bp., 1992
- Emil meg a három ikergyerek; ford. Türke András István, ill. Walter Trier; Türke István, Bp., 1993
- Notabene 45. Napló; ford. Nemeskürty Harriet; PolgART, Bp., 1998
- Pötyi és Anti. Meseregény gyermekeknek; ford. Szabó Mária, ill. Walter Trier; Ciceró, Bp., 1998 (Klasszikusok fiataloknak)
- Fabian. Egy moralista regénye; ford. Lendvay Katalin, versford. N. Kiss Zsuzsa; Európa, Bp., 2000
- Mi újság volt tegnap? Válogatás Erich Kästner újságcikkeiből, 1945-1958; vál., ford., összeáll. Nemeskürty Harriet, előszó Frigyesi András; PolgART, Bp., 2001
- Amikor én kissrác voltam; ford. Jeney Margit, ill. Peter Knorr; General Press, Bp., 2005
- A diktátorok iskolája. Komédia kilenc képben; ford. Fürst Anna, ill. Chaval; Partvonal, Bp., 2008
- Emil és a detektívek; ford. Simon László, előszó Simon László, ill. Walter Trier; Akkord, Bp., 2012 (Talentum diákkönyvtár)
- Csizmás kandúr. Erich Kästner mesél; ford. Nádori Lídia, ill. Walter Trier; Móra, Bp., 2012
- A schildai polgárok. Erich Kästner mesél; ford. Rónaszegi Éva, ill. Horst Lemke; Móra, Bp., 2012
- Till Eulenspiegel. Erich Kästner mesél; ford. Rónaszegi Éva, ill. Walter Trier; Móra, Bp., 2012
- Gulliver utazásai. Erich Kästner mesél; ford. Rónaszegi Éva, ill. Horst Lemke; Móra, Bp., 2013
- Münchhausen. Münchhausen báró csodálatos utazásai és kalandjai szárazon és vízen. Nyolc történet. Erich Kästner mesél; ill. Walter Trier, ford. Rónaszegi Éva; Móra, Bp., 2014
- Három ember a hóban; ford. Horváth Zoltán, átdolg. Sárközy Elga / Pokol a szállodában; ford. Nádori Lídia; Móra, Bp., 2020